# تیتوس (فیلم)
تیتوس (انگلیسی: Titus) فیلمی مهیج فانتری آمریکایی-بریتانیایی به کارگردانی جولی تایمور است که در سال ۱۹۹۹ منتشر شد.
تیتوس یک فیلم درام تاریخی حماسی سورئالیستی محصول سال ۱۹۹۹ است که توسط جولی تایمور در اولین تجربه کارگردانی‌اش، بر اساس تراژدی تیتوس آندرونیکوس اثر ویلیام شکسپیر، نوشته، تهیه‌کنندگی و کارگردانی شده است. این فیلم که محصول مشترک ایتالیا، بریتانیا و ایالات متحده است، آنتونی هاپکینز را در نقش اصلی تیتوس آندرونیکوس، ژنرال ارتش روم، بازی می‌کند که سقوط او را پس از بازگشت پیروزمندانه از جنگ روایت می‌کند.
این فیلم با واکنش‌های متفاوتی از سوی منتقدان مواجه شد و با بودجه ۱۸ میلیون دلاری، تقریباً ۲.۹ میلیون دلار در سراسر جهان فروش داشت و به یک بمب گیشه تبدیل شد، اگرچه نامزد جایزه اسکار بهترین طراحی لباس شد.

## داستان
پسری در آشپزخانه‌ای به سبک دهه ۱۹۵۰ ناهار می‌خورد و با اسباب‌بازی‌های اطرافش بازی جنگ می‌کند. انفجار بمبی از بیرون پنجره او را در زیر میز می‌ترساند، جایی که نجات یافته و به آمفی‌تئاتری برده می‌شود، جایی که تماشاگران نامرئی تشویق می‌کنند. پسر خود را در نقش لوسیوس جوان می‌بیند و شاهد ورود ارتشی شبیه به ارتش سفالین است؛ رومی‌ها به فرماندهی تیتوس آندرونیکوس، ژنرالی که در مرکز نمایش قرار دارد، از جنگ پیروزمندانه بازمی‌گردند. آنها تامورا، ملکه گوت‌ها، پسرانش و هارون مور را به عنوان غنیمت بازمی‌گردانند. تیتوس پسر بزرگ تامورا، آلاربوس، را قربانی می‌کند تا شاید ارواح ۲۱ پسر مرده‌اش آرام شوند. تامورا با فصاحت تمام برای جان آلاربوس التماس می‌کند، اما تیتوس درخواست او را رد می‌کند.
سزار، امپراتور روم، می‌میرد. پسرانش ساتورنینوس و باسیانوس بر سر جانشینی او با هم مشاجره می‌کنند. مارکوس آندرونیکوس، تریبون مردم، اعلام می‌کند که انتخاب مردم برای امپراتور جدید، برادرش تیتوس است. او از تاج و تخت امتناع می‌کند و آن را به پسر ارشد امپراتور فقید، ساتورنینوس، می‌دهد که باعث خوشحالی دومی می‌شود. امپراتور جدید اعلام می‌کند که لاوینیا، دختر تیتوس، را به عنوان عروس خود خواهد گرفت تا به خانواده احترام بگذارد و آنها را بالا ببرد. او قبلاً با برادر ساتورنینوس، باسیانوس، نامزد شده بود که او را می‌دزدد. پسران بازمانده تیتوس به این زوج در فرار به سمت پانتئون، جایی که قرار است ازدواج کنند، کمک می‌کنند. تیتوس، که از پسرانش عصبانی است زیرا از نظر او آنها به روم خیانت می‌کنند، پسرش موتیوس را در حالی که از فرار دفاع می‌کند، می‌کشد. امپراتور جدید، ساتورنینوس، تیتوس را بی‌آبرو می‌کند و به جای او با تامورا ازدواج می‌کند. تامورا امپراتور را متقاعد می‌کند که وانمود کند باسیانوس، تیتوس و خانواده‌اش را بخشیده و مجازات را به روز بعد موکول کند، و بدین ترتیب قصد خود را برای انتقام از تمام آندرونیچی‌ها آشکار کند.
روز بعد، در یک مهمانی شکار، معشوق تامورا، آرون مغربی، با پسران باقی‌مانده تامورا، شیرون سادیست و دیمیتریوس، ملاقات می‌کند. این دو بر سر اینکه کدام یک باید از لاوینیا تازه عروس سوءاستفاده جنسی کند، بحث می‌کنند. آرون به راحتی آنها را متقاعد می‌کند که برای باسیانوس کمین کنند و او را در حضور تامورا و لاوینیا بکشند تا بتوانند او را به دست آورند. لاوینیا از تامورا التماس می‌کند که جلوی پسرانش را بگیرد، اما تامورا امتناع می‌کند. شیرون و دیمیتریوس جسد باسیانوس را طبق دستور آرون در گودالی می‌اندازند، سپس لاوینیا را می‌برند و به او تجاوز می‌کنند. برای اینکه او آنچه را که دیده و تحمل کرده است فاش نکند، زبان و همچنین دستانش را بریده و آنها را با شاخه‌های درخت جایگزین می‌کنند. وقتی مارکوس او را پیدا می‌کند، از او التماس می‌کند که هویت مهاجمانش را فاش کند. لاوینیا به سمت دوربین خم می‌شود و دهان خونین خود را با فریادی خاموش باز می‌کند.
آرون، پسران تیتوس، مارتیوس و کوینتوس را به جرم قتل باسیانوس با نامه‌ای جعلی که نقشه قتل او را شرح می‌دهد، متهم می‌کند. امپراتور خشمگین، آنها را دستگیر می‌کند. بعداً، مارکوس لاوینیا را نزد پدرش می‌برد که غرق در اندوه است. او و پسر باقی‌مانده‌اش لوسیوس برای جان مارتیوس و کوینتوس التماس می‌کنند، اما آن دو گناهکار شناخته شده و به سمت اعدام برده می‌شوند. آرون وارد می‌شود و به تیتوس، لوسیوس و مارکوس می‌گوید که اگر یکی از این سه نفر یک دست خود را قربانی کند، امپراتور زندانیان را نجات خواهد داد. هر کدام حق انجام این کار را مطالبه می‌کنند. تیتوس از آرون می‌خواهد که دست چپ خود (تیتوس) را قطع کند و آن را نزد امپراتور ببرد. داستان آرون دروغین آشکار می‌شود، زیرا یک پیام‌رسان سر پسران تیتوس و دست قطع شده خودش را برای تیتوس می‌آورد. در نشانه‌شناسی رنسانس، دست نمادی از عاملیت سیاسی و شخصی است. تیتوس با قطع شدن دست خود، واقعاً قدرت خود را از دست داده است.تیتوس که تشنه انتقام بود، به لوسیوس دستور داد تا از روم فرار کند و ارتشی را در میان دشمن سابقشان، گوت‌ها، گرد هم آورد.
نوه تیتوس (پسر لوسیوس و پسری که در ابتدای داستان حضور داشت) که به تیتوس در خواندن برای لاوینیا کمک کرده بود، از لاوینیا شکایت می‌کند که او کتاب‌هایش را تنها نخواهد گذاشت. در کتاب، لاوینیا داستان فیلوملا را برای تیتوس و مارکوس تعریف می‌کند که در آن یک قربانی لال مشابه، نام خطاکار خود را "نوشته" است. مارکوس به او چوبی می‌دهد تا با دهان و تنه‌اش نگه دارد. لاوینیا نام مهاجمان خود را روی زمین می‌نویسد. تیتوس سوگند انتقام می‌خورد. او با تظاهر به دیوانگی، دعاهای نوشته شده برای عدالت را به تیرها می‌بندد و به خویشاوندانش دستور می‌دهد که آنها را به سمت آسمان نشانه بگیرند تا به خدایان برسند. مارکوس با درک روش "جنون" تیتوس، تیرها را به سمت داخل کاخ ساتورنینوس هدایت می‌کند، که از این موضوع خشمگین می‌شود، به علاوه اینکه لوسیوس با ارتشی از گوت‌ها در دروازه‌های روم است.
تامورا کودکی دورگه به دنیا می‌آورد که پدر آن آرون است. آرون برای پنهان کردن رابطه‌اش از امپراتور، پرستار را می‌کشد و با نوزاد فرار می‌کند. لوسیوس با ارتشی از گوت‌ها به روم لشکرکشی می‌کند، آرون را اسیر می‌کند و تهدید می‌کند که نوزاد را دار خواهد زد. آرون برای نجات نوزاد، تمام نقشه را برای لوسیوس فاش می‌کند و از هر قتل، تجاوز و مثله کردن لذت می‌برد.
تامورا که از دیوانگی تیتوس مطمئن شده است، به همراه دو پسرش، در حالی که لباس ارواح انتقام، قتل و تجاوز را به تن دارند، به او نزدیک می‌شود. او به تیتوس می‌گوید که (به عنوان یک روح ماوراءالطبیعه) اگر لوسیوس را متقاعد کند که از حمله به روم دست بردارد، از او انتقام خواهد گرفت. تیتوس موافقت می‌کند و مارکوس را برای دعوت لوسیوس به یک ضیافت می‌فرستد. «انتقام» پیشنهاد دعوت از امپراتور و تامورا را می‌دهد و در شرف رفتن است، اما تیتوس اصرار می‌کند که «تجاوز» و «قتل» پیش او بمانند. او موافقت می‌کند. وقتی تامورا آنجا را ترک می‌کند، خدمتکاران تیتوس، کایرون و دیمیتریوس را می‌بندند. تیتوس گلوی آنها را می‌برد، در حالی که لاوینیا با تنه‌هایش لگنی را برای گرفتن خون آنها نگه می‌دارد. او قصد دارد آنها را برای مادرشان به شکل پای بپزد.
روز بعد، در طول جشنی در خانه‌اش، لاوینیا وارد اتاق غذاخوری می‌شود. تیتوس از ساتورنینوس می‌پرسد که آیا پدری باید دخترش را در صورت تجاوز به او بکشد؟ وقتی امپراتور موافقت می‌کند، تیتوس در میان وحشت مهمانان شام، گردن لاوینیا را می‌شکند و ساتورنینوس را از آنچه پسران تامورا انجام داده‌اند، مطلع می‌کند. وقتی ساتورنینوس درخواست می‌کند که شیرون و دمتریوس را به حضورش بیاورند، تیتوس فاش می‌کند که آنها در پایی بوده‌اند که تامورا از آن لذت برده بود و تامورا را می‌کشد. ساتورنینوس تیتوس را می‌کشد و پس از آن لوسیوس، ساتورنینوس را می‌کشد تا انتقام مرگ پدرش را بگیرد.
در میدان رومی، لوسیوس داستان خانواده‌اش را برای مردم تعریف می‌کند و امپراتور اعلام می‌شود. او دستور می‌دهد پدرش تیتوس و خواهرش لاوینیا را در بناهای یادبود خانوادگی دفن کنند، ساتورنینوس را به خاک بسپارند، جسد تامورا را به دامان حیوانات وحشی بیندازند و آرون را تا سینه دفن کنند و بگذارند از تشنگی و گرسنگی بمیرد. آرون تا آخر پشیمان نیست. لوسیوس جوان، که به نظر می‌رسد پس از مشاهده چرخه خونین انتقام، طعم خشونت را از دست داده است، با احتیاط فرزند آرون را برمی‌دارد و قبل از اینکه او را به سمت طلوع آفتاب ببرد، به همان پسری که از ابتدا در آمفی‌تئاتر خالی و ساکت دیده بود، برمی‌گردد.

## بازیگران
- آنتونی هاپکینز در نقش تیتوس آندرونیکوس، ژنرال پیروز رومی که پس از بازگشت به رم، نامزدی برای امپراتوری را رد می‌کند. تیتوس پس از جنگ، با اجرای مراسمی، مغرورترین جنگجوی دشمنش، گوت‌های شکست‌خورده، را اعدام می‌کند و خشم تامورا را برمی‌انگیزد، بی‌خبر از انتصاب اجتناب‌ناپذیر او به عنوان ملکه رم.
- جسیکا لنگ در نقش تامورا، ملکه شکست‌خورده گوت‌ها، که سوگند می‌خورد از تیتوس و خانواده آندرونیکوس به خاطر جنایاتی که بر پسر بزرگش، یک اسیر جنگی اعدام‌شده، وارد شده انتقام بگیرد، با استفاده از قدرت‌های تازه ادعایی خود به عنوان ملکه روم.
- الن کومینگ در نقش ساتورنینوس، برادر بزرگتر باسیانوس و امپراتور تازه تاجگذاری شده روم. او که از تلاش‌های باسیانوس برای ادعای ازدواج با لاوینیا ناامید شده بود، خانواده آندرونیکوس را رها کرد و به جای آن به تامورا به عنوان عروس جدید خود روی آورد.
- لورا فریزر در نقش لاوینیا، دختر تیتوس و نامزد باسیانوس. او توسط تامورا و پسرانش هدف قرار می‌گیرد تا از پدرش انتقام بگیرد.
- هری لنیکس به عنوان هارون، خدمتکار و معشوق نامشروع تامورا، و طراح اصلی نقشه‌های انتقام‌جویانه او علیه خانواده آندرونیکوس.
- انگوس مکفادین در نقش لوسیوس، پسر ارشد تیتوس و سرباز وفادار. لوسیوس پس از تلاش‌های ناموفقش برای آزاد کردن برادران محکومش، از روم تبعید می‌شود و به گوت‌ها می‌پیوندد، جایی که او ارتش بزرگی را برای به چالش کشیدن ساتورنینوس گرد هم می‌آورد.
- اوشین جونز در نقش لوسیوس جوان، نوه تیتوس و شخصیتی کلیدی که بیشتر وقایع کلیدی را مشاهده می‌کند.
- متیو ریس در نقش دیمیتریوس، یکی از پسران تامورا.
- جاناتان ریس میرز در نقش کایرون، یکی از پسران تامورا.
- جیمز فرین به عنوان باسیانوس، یکی از پسران امپراتور متوفی و برادر کوچکتر ساتورنینوس.
- کلم فیور در نقش مارکوس آندرونیکوس، سناتور رومی و متحد وفادار برادرش، تیتوس بیمار.
- کنی داتی در نقش کوینتوس، یکی از پسران تیتوس.
- کالین ولز به عنوان مارتیوس، یکی از پسران تیتوس.
- بلیک ریتسون در نقش موتیوس، یکی از پسران تیتوس.
- جرالدین مک‌یوان در نقش پرستاری که پسرش آرون را به خانه می‌آورد.
- باح سلیمان در نقش فرزند خردسال آرون
- مری کاستا در نقش مورنر[۲]

## تفاوت‌ها با متن اصلی
جدا از ناهماهنگی‌های عمدی، فیلم کاملاً از نمایشنامه پیروی می‌کند. یکی از مفاهیم تجربی در فیلم این بود که شخصیت لوسیوس جوان (نوه تیتوس) در ابتدا به عنوان پسری از زمان حال معرفی می‌شود که پس از انتقال به یک آمفی‌تئاتر، خود را در واقعیت خیالی فیلم می‌یابد. در ابتدای فیلم، سربازان اسباب‌بازی او به ارتش رومی تیتوس تبدیل می‌شوند. در پایان، هنگامی که لوسیوس، پسر تیتوس، با محکوم کردن آرون شرور به مرگی دردناک، انتقام پدرش را می‌گیرد، پسر به پسر نوزاد آرون ترحم می‌کند؛ او را از خشونت آن دنیا دور می‌کند و به آرامی به سمت طلوع خورشید قدم می‌زند و هنگام ترک آمفی‌تئاتر خالی به خود اصلی خود بازمی‌گردد. این پایان شاید مثبت‌تر از پایان سایر تولیدات این نمایشنامه، از جمله اجرای صحنه‌ای تیمور باشد که در آن لوسیوس جوان بر روی "تابوت سیاه کوچک" که نوزاد مرده را در آغوش دارد، متمرکز شده است.

## بازخورد
گیشه
فیلم «تیتوس» در گیشه شکست خورد و به دلیل اکران محدود در تنها دو سینما، در اولین آخر هفته اکران خود تنها ۲۲،۳۱۳ دلار فروش داشت و در رتبه ۵۷ جدول قرار گرفت.گسترده‌ترین اکران آن در ایالات متحده تنها در ۳۵ سینما بود که باعث شد فیلم تنها ۲,۰۰۷,۲۹۰ دلار در آمریکای شمالی فروش داشته باشد. در خارج از کشور، در شیلی، مکزیک و اسپانیا ۲۵۲,۳۹۰ دلار فروش داشت.که در نهایت به فروش جهانی ۲,۹۲۰,۶۱۶ دلار رسید.
پاسخ انتقادی
در وب‌سایت جمع‌آوری نقد و بررسی راتن تومیتوز، ۶۹٪ از ۷۷ نقد منتقدان مثبت هستند و میانگین امتیاز آنها ۶.۶ از ۱۰ است. نظر کلی این وب‌سایت این است: «فیلم با وجود بازیگران قوی، بیش از حد طولانی است که سرگرم‌کننده باشد.»متاکریتیک که از میانگین وزنی استفاده می‌کند، بر اساس نظر ۲۹ منتقد، امتیاز ۵۷ از ۱۰۰ را به فیلم اختصاص داد که نشان‌دهنده‌ی نقدهای «مختلط یا متوسط» است.
استیون هولدن از نیویورک تایمز نقد مثبتی به فیلم نوشت و آن را به عنوان «انتخاب منتقدان» برگزید.راجر ایبرت از شیکاگو سان-تایمز نیز تیتوس را ستود و به آن سه و نیم ستاره از چهار ستاره داد و با اشاره به منبع اقتباس آن به عنوان «کوچک‌ترین تراژدی شکسپیر» در پایان نوشت: «هر کسی که از این فیلم به خاطر آنچه هست لذت نمی‌برد، باید توضیح دهد: چطور می‌توانست بیشتر از این باشد؟ این فیلمی است که نمایشنامه شکسپیر شایسته آن است، و شاید حتی کمی بیشتر.»
اسکات توبیاس از ای.وی. کلاب. نوشت که «تیتوس تعادلی تقریباً غیرممکن بین اردوگاه باشکوه و ترک‌خورده و بیانیه‌ای جدی‌تر درباره فساد و چرخه خشونت برقرار می‌کند» و «اقتباس قدرتمند [تایمور] به یک نتیجه باشکوه منجر می‌شود و بازی پر زرق و برق کامینگ - او نوعی پی‌وی هرمان فاشیست است - به تنهایی برای تضمین جایگاه فرقه‌ای پایدار تیتوس کافی به نظر می‌رسد.»